# Muş (district)
Muş is een Turks district in de provincie Muş en telt 167.978 inwoners (2007). Het district heeft een oppervlakte van 2604,1 km². Hoofdplaats is Muş.
De bevolkingsontwikkeling van het district is weergegeven in onderstaande tabel.
| 1997    | 2000    | 2007    |
| ------- | ------- | ------- |
| 167.386 | 171.023 | 167.978 |